# Dualna impedansa
Dualna impedansa i dualna mreža su termini koji se koriste u analizi električne mreže. Dualna impedansa {\displaystyle Z\,\!} je algebarska recipročna vrednost {\displaystyle Z'={\frac {1}{Z}}}. Treba obratiti pažnju da su {\displaystyle Z\,} i {\displaystyle Z'\,} konjugaciono kompleksni, tj oni su recipročni. Zbog toga se dualna impedansa često zove i inverzna impedansa. Dual mreže impedansi je ona mreža čija je impedansa {\displaystyle Z'\,\!}. U slučaju da mreža ima više od jednog ulaza impedansa, ako se uzme u obzir svaki od ulaza, mora istovremeno da bude dual.
Drugi način da se ovo izrazi je reći da je dualnost {\displaystyle Z\,\!} admitansa {\displaystyle Y=Z\,\!}.
Ovo je u skladu sa definicijom dualnosti za kola čiji naponi i struja su međusobno zamenjivi. Pošto je {\displaystyle Z={\frac {V}{I}}} i {\displaystyle Z'={\frac {1}{Z}}={\frac {I}{V}}}

## Uravnoteženi i normalizovani duali
U praksi je poželjno naći dual impedanse u odnosu na neku nominalnu ili karakterističnu impedansu. Da bi se to uradilo , Z i Z' se proporcionalno postavljaju prema nominalnoj impedansi Z0 tako da;
{\displaystyle {\frac {Z'}{Z_{0}}}={\frac {Z_{0}}{Z}}}
Z0 se najčešće smatra čisto realnim brojem R0, pa se Z' menja samo realnim faktorom R02. Drugim rečima dual ostaje kvalitativno isto kolo ali sve vrednosti komponente moraju biti kvantitativno proporcionalno promenjene za R02. Komponenta R02. se izražava u obliku Ω2. Iz ovoga sledi da konstanti 1 u neproporcionalnom izrazu takođe treba da bude dodeljena veličina Ω2 u bilo kojoj dimenzionalnoj analizi.

## Dualnost osnovnih elemenata kola
| Element | Z                                                   | Dual | Z'                                                    |
| ------- | --------------------------------------------------- | ---- | ----------------------------------------------------- |
|         | {\displaystyle R\,\!}                               |      | {\displaystyle {\frac {1}{R}}}                        |
|         | {\displaystyle {\frac {1}{G}}}                      |      | {\displaystyle G\,\!}                                 |
|         | {\displaystyle i\omega L\,\!}                       |      | {\displaystyle {\frac {1}{i\omega L}}}                |
|         | {\displaystyle {\frac {1}{i\omega C}}}              |      | {\displaystyle i\omega C\,\!}                         |
|         | {\displaystyle Z_{1}+Z_{2}\,\!}                     |      | {\displaystyle {\frac {1}{Z_{1}+Z_{2}}}}              |
|         | {\displaystyle Z={\frac {Z_{1}Z_{2}}{Z_{1}+Z_{2}}}} |      | {\displaystyle {\frac {1}{Z_{1}}}+{\frac {1}{Z_{2}}}} |
|         |                                                     |      |                                                       |
|         |                                                     |      |                                                       |

## Grafički metod
Postoji grafički metod da se dobije dual mreže koji je često lakši za upotrebu od matematičkih izraza impedanse. Počevši sa dijagramom kola mreže o kojoj je reč, Z, sledeći koraci se izvode na dijagramu da se dobije Z' crtanjem preko dijagrama Z. Najčešće Z’ biva crtano drugom bojom radi lakšeg razlikovanja od originala ili korišćenjem CAD-a, Z’ se može ucrtati na drugom sloju.
1. A Generator se povezuje sa svakim ulazom originalne mreže. Svrha ovog postupka je sprečavanje “gubljenja” ulaza u procesu inverzije. To se dešava zato što će ulaz koji je ostavljen otvoren u kolu dovesti do kratkog spoja i nestati.
2. A Tačka se crta u sredini svake podmreže mreže Z. Ove tačke će postati čvorovi kola Z’
3. A Crta se provodnik koji u potpunosti obuhvata mrežu Z. Ovaj provodnik takođe postaje čvor za Z’.
4. Za svaki element kola Z, njegov dual se crta između čvorova u centru podmreža sa svake strane Z. Kada je Z na ivici mreže jedan od ovih čvorova će biti sveobuhvatni provodnik iz prethodnog koraka.[4]

Ovo kompletira crtež Z’. Ovaj metod takođe služi da bi se prikazalo da se dual podmreže transformiše u čvor i da se dual čvora transformiše u podmrežu. Dva korisna primera su data ispod, oba primera ilustruju proces i daju dalje primere duala mreža

### Primer – mreža u obliku zvezde
|  |  |  |
|  |  |  |

Sada je jasno da je dual mreže kalema u obliku zvezde jednak delti mreže kondenzatora. Ovaj dual kola nije isti što i delta transformacije kola u obliku zvezde (Y - ∆). Y - ∆ transformacija dovodi do ekvivalentnog kola, a ne do duala kola.

### Primer – Kauerova mreža
Filteri pravljeni korišćenjem Kauerove topologije u prvom nacrtu su niskopropusni filteri koji se sastoje od lestvičaste mreže niza provodnika i paralelnih kondenzatora
Sada se može videti da je dual Kauerovog niskopropusnog filtera i dalje Kauerov niskopropusni filter. On se ne transformiše u visokopropusni filter kako se moglo očekivati. Ipak treba obratiti pažnju da je prvi element sada paralelna komponenta umesto serije komponenti.